# 川西拓實
川西 拓實（日语：／ Kawanishi Takumi，1999年6月23日—）日本偶像藝人，是日本男子偶像團體JO1的成員之一。所屬經紀公司為LAPONE娱乐。在2019年參加選秀節目「PRODUCE 101 JAPAN」，以最終第3名的成績成為JO1的成員。

## 經歷
2015年，在高中三年級時通過Avex所舉辦的Boys Award Audition第二次審查，但由於社團活動和棒球比賽將近，無法前往東京而放棄參加第三次審查，在高中畢業後於製造公司工作。
2019年從公司辭職，參加了選秀節目PRODUCE 101 JAPAN。其外貌和主題曲個人直拍表現在一開始便受到國民製作人的關注，之後的表演舞台上也以表情管理、舞台表現而備受矚目，在節目中由練習生們票選顏值Center活動中成為第一名。在最終決賽的排名以第三名的成績成為JO1的成員，該團體將在2020年3月4日發行出道單曲，正式展開活動。

## 人物
- 血型：B型[8]
- 身高：170cm[8]
- 體重：57kg[8]
- 興趣：觀賞電影[8]
- 特技： Beatbox、 Handspring[8]
- 喜歡的食物：漢堡[9]
- 喜歡的電影：你的名字[9]
- 代表色：粉色[10]

## 演出作品

### 綜藝節目
- PRODUCE 101 JAPAN（2019年9月 - 12月，TBS系列、GYAO!（日语：GYAO!））

### 電影
- 單元（2021年2月26日上映）飾演 遠足學生[11]
- BUZZY NOISE（預計2024年夏季上映） - 飾演 清澄（主演）[12]

### 電視劇
- 呆萌酷男孩（2023年4月15日 - ，東京電視台）飾演 四季蒼真（主演）

### 網路劇
- Short Program「PLUS1」「途中下車」「Dreamer」（2022年3月1日，Amazon Prime Video）飾演 今井一郎

## 外部連結
- JO1官方網站的個人資料 （页面存档备份，存于）
- PRODUCE 101 JAPAN官方網站的個人資料 （页面存档备份，存于）